# Gonzaga (Itália)
Gonzaga é uma comuna italiana da região da Lombardia, província de Mântua, com cerca de 8.039 habitantes. Estende-se por uma área de 49 km², tendo uma densidade populacional de 164 hab/km². Faz fronteira com Luzzara (RE), Moglia, Pegognaga, Reggiolo (RE), Suzzara.

## Demografia
| Variação demográfica do município entre 1861 e 2011                               |
|                                                                                   |
| Fonte: Istituto Nazionale di Statistica (ISTAT) - Elaboração gráfica da Wikipedia |